# Vetreria Aureliano Toso
Die Vetreria Aureliano Toso ist eine in Murano bei Venedig ansässige Firma, die sich bis zum heutigen Tage mit der Herstellung von Glasobjekten und Lampen befasst.

## Geschichte
Der Gründer der Firma, Aureliano Tosso, entstammt einer seit langem in Murano ansässigen Familie von Glasherstellern. Von Anbeginn arbeitete Tosso mit dem italienischen Maler und Designer Dino Martens zusammen, sodass bereits 1942 auf der XXIII. Biennale di Venezia die erste Serie von  Designobjekten gezeigt werden konnten. Diese zeigten gegensätzliche Farbbänder. Des Weiteren entstanden dickwandige spiralförmige Gläser mit verschiedenfarbigen Einschlüssen. In den frühen 1950er Jahren schuf Martens unter anderem die Glasserien Eldorado aus transparentem gemahlenen Glas und Oriente aus opakem, gemahlenen Glas in gewagten Formen, die die spätere Pop-Art vorwegnehmen. Einige Objekte zeigen Murrinen, die aus vielfarbigen Glasstäben bestehen. Bis zum Ausscheiden von Martens im Jahre 1960 entstanden jedoch auch einfachere Reihen von Objekten, wie die mit farbigen Flecken verzierte Puligoso-Serie.
In späteren Jahren arbeiteten Designer, wie Gino Poli und Enrico Potz in der Manufaktur, die auf den Sohn des Gründers, Gianfranco Toso, überging. Seit 1968 stellt die Glasfabrik auf Anregung von Poli und aufgrund dessen Erfahrungen bei der Firma Venini & Co Lampen her.